# Stephenie Ann McPherson
Stephenie Ann McPherson (ur. 25 listopada 1988) – jamajska lekkoatletka, sprinterka.
Czwarta zawodniczka biegu na 400 metrów podczas mistrzostw świata w Moskwie (2013). Srebrna medalistka halowych mistrzostw świata w sztafecie 4 × 400 metrów (2014). W tym samym roku triumfowała w biegu na 400 metrów i w sztafecie 4 × 400 metrów podczas igrzysk Wspólnoty Narodów w Glasgow. Złota medalistka mistrzostw świata z Pekinu w sztafecie 4 × 400 metrów (2015). Na Igrzyskach Olimpijskich w Rio de Janeiro 2016 zdobyła srebrny medal w sztafecie 4 × 400 metrów. W 2017 podczas IAAF World Relays sięgnęła po brązowy medal w biegu rozstawnym 4 × 400 metrów.
Złota medalistka mistrzostw Jamajki.

## Osiągnięcia
| Rok  | Impreza                    | Miejsce        | Konkurencja                      | Lokata     | Wynik      |
| ---- | -------------------------- | -------------- | -------------------------------- | ---------- | ---------- |
| 2013 | Mistrzostwa świata         | Moskwa         | bieg na 400 metrów               | 4. miejsce | 49,99      |
| 2014 | Halowe mistrzostwa świata  | Sopot          | sztafeta 4 × 400 metrów          | 2. miejsce | 3:26,84    |
| 2014 | Igrzyska Wspólnoty Narodów | Glasgow        | bieg na 400 metrów               | 1. miejsce | 50,67      |
| 2014 | Igrzyska Wspólnoty Narodów | Glasgow        | sztafeta 4 × 400 metrów          | 1. miejsce | 3:23,82    |
| 2015 | IAAF World Relays          | Nassau         | sztafeta 4 × 400 metrów          | 2. miejsce | 3:22,49    |
| 2015 | Mistrzostwa świata         | Pekin          | bieg na 400 metrów               | 5. miejsce | 50,42      |
| 2015 | Mistrzostwa świata         | Pekin          | sztafeta 4 × 400 metrów          | 1. miejsce | 3:19,13    |
| 2016 | Halowe mistrzostwa świata  | Portland       | bieg na 400 metrów               | 4. miejsce | 52,20      |
| 2016 | Halowe mistrzostwa świata  | Portland       | sztafeta 4 × 400 metrów          | –          | DNF        |
| 2016 | Igrzyska olimpijskie       | Rio de Janeiro | bieg na 400 metrów               | 6. miejsce | 50,97      |
| 2016 | Igrzyska olimpijskie       | Rio de Janeiro | sztafeta 4 × 400 metrów          | 2. miejsce | 3:20,34    |
| 2017 | IAAF World Relays          | Nassau         | sztafeta 4 × 400 metrów          | 3. miejsce | 3:28,49    |
| 2017 | Mistrzostwa świata         | Londyn         | bieg na 400 metrów               | 6. miejsce | 50,86      |
| 2017 | Mistrzostwa świata         | Londyn         | sztafeta 4 × 400 metrów          | –          | DQ (elim.) |
| 2018 | Halowe mistrzostwa świata  | Birmingham     | bieg na 400 metrów               | półfinał   | DQ         |
| 2018 | Halowe mistrzostwa świata  | Birmingham     | sztafeta 4 × 400 metrów          | –          | DQ         |
| 2018 | Igrzyska Wspólnoty Narodów | Gold Coast     | bieg na 400 metrów               | 3. miejsce | 50,93      |
| 2018 | Igrzyska Wspólnoty Narodów | Gold Coast     | sztafeta 4 × 400 metrów          | 1. miejsce | 3:24,00    |
| 2018 | Puchar interkontynentalny  | Ostrawa        | bieg na 400 metrów               | 3. miejsce | 50,82      |
| 2018 | Puchar interkontynentalny  | Ostrawa        | sztafeta mieszana 4 × 400 metrów | 1. miejsce | 3:13,01    |
| 2019 | IAAF World Relays          | Jokohama       | sztafeta 4 × 200 metrów          | 3. miejsce | 1:33,21    |
| 2019 | Igrzyska panamerykańskie   | Lima           | sztafeta 4 × 400 metrów          | 3. miejsce | 3:27,61    |
| 2019 | Mistrzostwa świata         | Doha           | bieg na 400 metrów               | 6. miejsce | 50,89      |
| 2019 | Mistrzostwa świata         | Doha           | sztafeta 4 × 400 metrów          | 3. miejsce | 3:22,37    |
| 2022 | Halowe mistrzostwa świata  | Belgrad        | sztafeta 4 × 400 metrów          | 1. miejsce | 3:28,40    |
| 2022 | Halowe mistrzostwa świata  | Belgrad        | bieg na 400 metrów               | 3. miejsce | 50,79      |
| 2022 | Mistrzostwa świata         | Eugene         | bieg na 400 metrów               | 5. miejsce | 50,36      |
| 2022 | Mistrzostwa świata         | Eugene         | sztafeta 4 × 400 metrów          | 2. miejsce | 3:20,74    |
| 2024 | Igrzyska olimpijskie       | Paryż          | sztafeta 4 × 400 metrów          | –          | DNF        |
| 2024 | Igrzyska olimpijskie       | Paryż          | sztafeta mieszana 4 × 400 metrów | 5. miejsce | 3:11,67    |

## Rekordy życiowe
- Bieg na 200 metrów – 22,90 (2021)
- Bieg na 400 metrów (stadion) – 49,34 (2021)
- Bieg na 400 metrów (hala) – 50,79 (2022) rekord Jamajki

9 marca 2014 w Sopocie jamajska sztafeta 4 × 400 metrów z McPherson w składzie ustanowiła halowy rekord kraju w tej konkurencji (3:26,54).
2 sierpnia 2024 w Paryżu jamajska sztafeta mieszana 4 × 400 metrów z McPherson w składzie ustanowiła rekord kraju w tej konkurencji (3:11,06).